# ربکا جویس
ربکا جویس (انگلیسی: Rebecca Joyce؛ زادهٔ ۱۲ سپتامبر ۱۹۷۰) ورزشکار روئینگ اهل استرالیا است.
وی در مسابقات کشوری و بین‌المللی در مجموع برندهٔ ۱ مدال طلا، ۱ مدال نقره، ۱ مدال برنز شده‌است.